# 大城一郎
大城 一郎（おおしろ いちろう、1965年〈昭和40年〉3月9日 - ）は、日本の政治家。愛媛県八幡浜市長（5期）。

## 人物
愛媛県立八幡浜高等学校普通科、岡山商科大学商学部産業経営学科卒業。大学卒業後は家業の製材業に従事した他、2000年には八幡浜青年会議所の理事長を務めた。2003年に八幡浜市議会議員選挙に立候補し初当選。2009年に八幡浜市長選挙に立候補し、現職の高橋英吾などを破り初当選を果たした。市長就任後は市の機構改革で部長制を導入した他、道の駅八幡浜みなっとや名坂道路の整備などを進めた。市長選挙の公約では医師不足の深刻な市立八幡浜総合病院に「直ちに医師3人を確保する」ことを掲げたが、実現のめどがたたず市議会で辞職勧告決議案が賛成多数で可決された。
2013年の八幡浜市長選挙では前衆議院議員で新人の高橋英行を185票差で破り再選を果たした。
2017年の八幡浜市長選挙では対立候補が現れず無投票で3選された。
2021年の選挙では、元市議の高橋時英を破り4選した。
2025年の選挙では、無投票で5選。
趣味はソフトボール・ビリヤード、座右の銘は「情けは人のためならず」。

## 経歴
- 1987年 - 岡山商科大学商学部を卒業し、家業の製材業に従事。
- 2003年 - 八幡浜市議会議員選挙で初当選（その後、3期務める）。
- 2009年 - 八幡浜市長選挙で現職の高橋英吾などを破り、初当選。
- 2013年 - 八幡浜市長選挙で新人の高橋英行を破り、再選（2期）。
- 2017年 - 八幡浜市長選挙で無投票で3選（3期）。
- 2021年 - 八幡浜市長選挙で新人の高橋時英を破り、4選（4期）。
- 2025年 - 八幡浜市長選挙で無投票で5選（5期）。